# Sukov
Sukov este o comună slovacă, aflată în districtul Medzilaborce din regiunea Prešov. Localitatea se află la altitudinea de 290 m deasupra n.m., se întinde pe o suprafață de 8,19 km2 și în 2017 număra 146 de locuitori.

## Istoric
Localitatea Sukov este atestată documentar din 1557.

## Demografie
| An:                | 1994 | 2004   | 2014   | 2024    |
| ------------------ | ---- | ------ | ------ | ------- |
| Număr de persoane: | 138  | 137    | 127    | 149     |
| Diferență:         |      | −0,72% | −7,29% | +17,32% |

| An:                | 2023 | 2024   |
| ------------------ | ---- | ------ |
| Număr de persoane: | 148  | 149    |
| Diferență:         |      | +0,67% |